# 浄福寺 (京都府与謝野町)
浄福寺（じょうふくじ）は、京都府与謝郡与謝野町字加悦1079にある真宗本願寺派の寺院。ちりめん街道（与謝野町加悦重伝建地区）にある。

## 歴史
1612年（慶長17年）10月2日、釈正智によって開山された。1765年（明和2年）に火災に遭い、1786年（明和5年）に再建された。温江村の細見家の次男として生まれた礼厳（与謝野礼厳）は14歳の時に出家し、浄福寺住職だった与謝野礼道の養子となっている。

## 特徴
北門は1580年（天正8年）に築城された安良城の城門と伝わっている。安良城は細川幽斎の重臣である有吉立言によって築城された城である。